# Bartolomeo Filippo Faccini
Bartolomeo Filippo Faccini (* 1532 in Ferrara; † 22. Juli 1577 ebendort) war ein italienischer Maler und Bruder des Malers Girolamo Faccini.

## Leben
Faccini wurde im Jahr 1532 in Ferrara geboren und am 14. November in der Pfarre Santa Maria in Vado getauft. Seine Ausbildung erhielt er bei Girolamo da Carpi. Nach anderen Quellen soll er ein Schüler von Sebastiano Filippi gewesen sein.
Ab dem Jahr 1565 arbeitete er im Castello Estense in Ferrara und spielte eine wichtige Rolle als Dekorateur im Hof des Herzogs. Seine wichtigste Arbeit war die Ausschmückung des Innenhofes des Castellos mit lebensgroßen Fresken in hell/dunkel, die 200 der wichtigsten Mitglieder der Familie Este mit Wappen und Inschriften darstellten. Faccini führte diese Arbeiten ab 1577 im Auftrag von Alfonso II. d’Este, zusammen mit seinem Bruder Girolamo sowie Ippolito Casoli und Girolamo Grassaleoni nach Zeichnungen von Pirro Ligorio aus. Bei dem Versuch Korrekturen an den Fresken durchzuführen stürzte er von einem provisorischen Gerüst und verletzte sich tödlich.
Dieser Freskenzyklus wurde durch Witterungseinflüsse zerstört. Es befinden sich nur 3, auf Leinwand übertragene, Fragmente in der Pinacoteca Nazionale di Ferrara. Weitere Werke von Faccini sind nicht erhalten.